# Xou da Xuxa (álbum)
Xou da Xuxa é o segundo álbum de estúdio da artista musical e apresentadora brasileira Xuxa. O seu lançamento ocorreu em 6 de agosto de 1986 pela gravadora Som Livre. Este álbum marca sua estreia na gravadora e é o primeiro de uma série de sete álbuns dedicados ao programa Xou da Xuxa, transmitido pela TV Globo a partir de 1986. Para sua promoção, as canções foram apresentadas em shows e programas de televisão.
Após o sucesso do álbum anterior, Xuxa e Seus Amigos, que foi lançado enquanto ela apresentava o Clube da Criança na Rede Manchete, Xuxa firmou contrato com a Som Livre e contou com a produção de Guto Graça Mello. O álbum inclui contribuições de compositores renomados, como Rita Lee, Roberto de Carvalho, Frejat e Ronaldo Bastos, além de canções memoráveis como "Doce Mel (Bom Estar com Você)" e "Turma da Xuxa".
A capa do álbum, que gerou certa controvérsia devido à sua imagem, se tornou um ícone cultural. Com vendas expressivas, alcançou mais de 3 milhões de cópias vendidas, consolidando o sucesso de Xuxa no mercado fonográfico brasileiro e garantindo a ela o Prêmio Vila-Lobos de Melhor Disco Infantil de 1986.

## Antecedentes
O ano de 1984 foi marcante para a carreira da cantora e apresentadora Xuxa Meneghel, com sua entrada no mercado fonográfico. Na época, a artista apresentava o programa Clube da Criança na Rede Manchete, e, para aproveitar o sucesso do programa, foi lançado um álbum homônimo, que obteve grande êxito, vendendo 350 mil cópias. Em razão desse sucesso, e da crescente popularidade de Xuxa, o produtor Roberto Menescal decidiu produzir um disco solo para ela. No entanto, a gravadora se recusou a financiar a produção. Para contornar essa situação, Menescal contou com o auxílio de amigos como Caetano Veloso e Erasmo Carlos, que contribuíram com composições para o novo projeto.
Assim, surgiu o álbum intitulado Xuxa e Seus Amigos, que vendeu cerca de 500 mil cópias no Brasil, chamando a atenção da gravadora Philips, que pretendia lançar um segundo disco pelo selo. Contudo, esse projeto não se concretizou, pois Xuxa foi contratada pela TV Globo.  Paralelamente, ela assinou um contrato com a gravadora Som Livre para o lançamento do que se tornaria seu segundo álbum.

## Produção e gravação
Ela era artista da TV Manchete e já havia lançado um disco lá. Quando ela foi contratada pela Globo, consequentemente, foi feito um acordo também com a Som Livre. O João Araújo me chamou e disse: 'Nós contratamos a Xuxa e você tem que fazer um disco do programa dela. Fui apresentado a ela e pedi para cantar. Percebi que, naquela ocasião, ela não conseguia dar uma única nota. Contei para o João, e ele: 'Se vira. Inventa um disco para fazer com ela'"

—Guto Graça Mello, sobre a produção do álbum Xou da Xuxa.
Guto Graça Mello foi contratado como produtor do álbum de Xuxa e, ao conhecê-la, percebeu que ela não era grande cantora em termos vocais. Sem saber como proceder, recorreu ao presidente da Som Livre, João Araújo, que o instruiu a "inventar um disco" para ela. Para auxiliá-la nas gravações, Mello escalou uma de suas backing vocals, Nina, que gravou as fitas demo e orientou Xuxa em sua interpretação. A cantora passou semanas ouvindo as gravações em seu walkman, imitando a voz de Nina repetidamente.
Naquela época, não havia equipamentos para correção de voz, então a gravação da voz de Xuxa era feita em múltiplos canais, dos quais Mello selecionava os melhores momentos. Ela gravou cada canção "inúmeras vezes" até atingir a performance desejada. Durante a seleção de canções, Mello enfrentou dificuldades, já que poucos compositores estavam dispostos a enviar músicas, especialmente porque a proposta da Som Livre era criar letras infantis com músicos do rock nacional. Assim, ele optou por compositores que não eram necessariamente voltados ao público infantil.
Entre os compositores menos conhecidos estavam Claudio Rabelo e Renato Correa, responsáveis pela faixa "Doce Mel (Bom Estar com Você)", além de Tuza e J. Correa, que compuseram "Quem Qué Pão". Entre os mais renomados, destacam-se Rita Lee e Roberto de Carvalho, que escreveram "Peter Pan", e Ronaldo Bastos, que adaptou "Black Orchid" de Stevie Wonder para "Miragem Viagem", interpretada por Patricia Marx; além de Frejat e Gutto Goffi, compositores de "Garoto Problema", que traz a participação de Evandro Mesquita.

### Capa
Os fotógrafos estadunidenses Joseph Kienny e James Redá foram os responsáveis pela foto da capa do álbum, que na verdade fazia parte de um book de Xuxa produzido para a agência Ford Models durante sua carreira como modelo. A imagem gerou controvérsia ao revelar discretamente o seio da cantora. Reinaldo Waissman foi o responsável pelas ilustrações e montagens do encarte. Reinaldo Waissman cuidou das ilustrações e montagens do encarte, enquanto a pose de Xuxa aludia a um "X". Essa fotografia também foi utilizada no primeiro VHS, intitulado Xou da Xuxa 1.
Em 11 de julho de 2011, surgiu no Tumblr a página "Xuxa is all around!", que compilava fotos de fãs imitando a pose icônica da apresentadora. Criada como uma homenagem, a página rapidamente ganhou notoriedade, atraindo atenção de diversos portais de notícias. Para ilustrar o box Coleção Xou da Xuxa, Xuxa refez a capa e convidou seus fãs a enviar fotos imitando a pose, contribuindo assim para a arte do box.

## Lançamento e divulgação
O álbum Xou da Xuxa foi lançado em 6 de agosto de 1986, nos formatos de LP e fita cassete. A faixa "Garoto Problema", presente na primeira prensagem, apresenta uma versão com entonação vocal e diálogos entre Xuxa e Evandro Mesquita diferentes das edições posteriores. O lançamento original foi feito pela Som Livre, com a numeração de catálogo 530.043 para o LP e 570.043 para a fita K7.
Todas as canções foram apresentadas no programa Xou da Xuxa, e a artista se apresentou em diversos programas de TV. Em 1986, Xuxa fez um show no Maracanã, no evento "Chegada do Papai Noel", exibido pela TV Globo, onde cantou faixas como "Amiguinha Xuxa" e "Doce Mel (Bom Estar Com Você)". Dois videoclipes, "Doce Mel" e "Turma da Xuxa", foram produzidos pelo programa Fantástico, da TV Globo, sob a direção de Boninho.
Em 1988, aproveitando o sucesso de Xou da Xuxa 3, a Som Livre relançou o álbum em LP e K7, adotando uma nova numeração de catálogo da BMG Ariola: 406.0032 para o LP e 746.0032 para a fita cassete. O lançamento em CD ocorreu pela primeira vez em 1995, incluindo duas faixas bônus: "Parabéns da Xuxa" e "Papai Noel dos Baixinhos", originais do LP Karaokê da Xuxa, com a numeração de catálogo 2034-2. Em 2006, o CD foi relançado com áudio remasterizado e fotos restauradas.

## Impacto e legado
O primeiro título da série Xou da Xuxa, assim como suas músicas e sua maneira de se comunicar com as crianças, teve um grande impacto na cultura popular brasileira e no mercado musical do país. Nos primeiros meses de contrato com a Rede Globo, a revista Veja publicou, em 1986, uma extensa matéria sobre o sucesso de Xuxa, chamando-a pela primeira vez de "Rainha dos Baixinhos". Para a revista, o êxito da artista se deveu, "sobretudo, à sua inovação, criatividade e a algumas peculiaridades, como a linguagem em primeira pessoa, que fazia com que as crianças sentissem uma proximidade, como se ela estivesse falando diretamente com cada uma delas". Guto Graça Mello, co-produtor do álbum, afirmou que "o sucesso do álbum e da apresentadora é resultado da empatia de Xuxa com o público infantil e de um vazio que ficou em um segmento que consome seus produtos com uma voracidade impressionante até hoje".
O portal Buzzfeed ressaltou que Xuxa ensinou valiosas lições às crianças que a acompanhavam naquela época no Brasil. A crítica da Fórum destacou a contribuição do álbum para a indústria musical brasileira e seu impacto, mesmo após trinta anos de seu lançamento, escrevendo: "À beira de completar 30 anos, o primeiro álbum de Xuxa, como apresentadora do 'Xou', na Rede Globo, evidencia quando sua carreira de cantora (mesmo sem o talento natural para isso) se destacou no cenário musical, batendo recordes de vendas ao lado de artistas como Roberto Carlos e RPM, consolidando-a como a estrela do disco Som Livre. Um verdadeiro fenômeno". Ele também atribuiu o sucesso dos formatos de vinil e cassete no Brasil à enorme repercussão do álbum em um período em que a pirataria fonográfica ainda não era tão problemática. A faixa "Doce Mel" foi destacada como uma das "músicas mais marcantes do repertório do álbum", com sua introdução descrita como "impactante", lembrando canções como "The Final Countdown", da banda sueca Europe, e "Jump", da banda americana Van Halen, "pelo contorno roqueiro da faixa, cercada por sintetizadores e solos de guitarra executados por Robson Jorge".
Xuxa rapidamente se tornou um ícone da cultura pop após o segundo lançamento de sua carreira discográfica. A cantora foi definida como "um produto pop que deu certo". Segundo um crítico do site Maceió 40 Graus, ela é um exemplo claro de como um produto pop pode prosperar: "Em meio a polêmicas e comoções, a loira se tornou um símbolo de referência para brasileiros de todas as idades e em vários segmentos". Após o lançamento do álbum e suas altas vendas, Xuxa foi reconhecida mundialmente como a "Rainha dos Baixinhos", sendo a cantora de música infantil com a maior vendagem da história. O site Terra comparou-a a artistas como Elvis Presley e Michael Jackson, afirmando que, assim como Presley ganhou o título de Rei do Rock por seu sucesso, e Jackson influenciou uma geração inteira de artistas pop, Xuxa foi apelidada de "Rainha dos Baixinhos". Em todas as áreas em que Xuxa se envolveu, o resultado foi semelhante: como modelo, tornou-se recordista de capas de revista no Brasil; nas telonas, estabeleceu um novo padrão para programas infantis; na música, continua entre as artistas brasileiras com o maior número de discos vendidos; no cinema, o sucesso se repetiu.
A capa do álbum se tornou icônica na cultura brasileira, e, em 11 de julho de 2011, surgiu no Tumblr a página "Xuxa tá por aí!", que compila fotos de fãs imitando a pose clássica de Xuxa na capa do álbum, convidando os usuários a enviar suas próprias fotos recriando a pose. O site rapidamente ganhou fama nacional, tornando-se notícia em diversos portais. O álbum Xou da Xuxa é um dos maiores sucessos de Xuxa em sua carreira musical, com vendas que superaram 2 milhões de cópias, sendo o oitavo álbum mais vendido da história do Brasil, empatando com outros três títulos da mesma série. Também é um dos álbuns mais vendidos de um artista solo voltado para crianças em todo o mundo. O sucesso do álbum levou à criação do certificado de diamante no Brasil, em reconhecimento às suas vendas extraordinárias. Além disso, Xuxa bateu o "Recorde Sul-americano de Vendagem de Um Só Disco", provando seu grande impacto.

## Prêmio Villa-Lobos
Prêmio da Associação Brasileira de Produtores de Discos.
| Ano  | Nomeação    | Categoria                    | Resultado |
| ---- | ----------- | ---------------------------- | --------- |
| 1987 | Xou da Xuxa | Melhor Álbum Infantil do Ano | Venceu    |

## Lista de faixas
Créditos adaptados do LP e do CD Xou da Xuxa, de 1986 e 1995, respectivamente.
| Xou da Xuxa – Lado A |                                                   |                                      |         |  |
| N.º                  | Título                                            | Compositor(es)                       | Duração |  |
| 1.                   | "Doce Mel (Bom Estar com Você)"                   | Claudio Rabello Renato Corrêa        | 3:14    |  |
| 2.                   | "Turma da Xuxa"                                   | Reinaldo Waisman Robson Stipancovich | 2:59    |  |
| 3.                   | "Peter Pan"                                       | Rita Lee Roberto de Carvalho         | 3:38    |  |
| 4.                   | "Garoto Problema" (com part. de Evandro Mesquita) | Frejat Guto Goffi                    | 4:03    |  |
| 5.                   | "Meu Cãozinho Xuxo"                               | Rogério Enoé Messias Corrêa          | 4:09    |  |
| Duração total:       | Duração total:                                    | Duração total:                       | 18:03   |  |

| Xou da Xuxa – Lado B |                                                             |                                       |         |  |
| N.º                  | Título                                                      | Compositor(es)                        | Duração |  |
| 1.                   | "She-Ra"                                                    | Joel Tavinho Paes                     | 5:05    |  |
| 2.                   | "Amiguinha Xuxa"                                            | Rogério Enoé Messias Corrêa           | 3:03    |  |
| 3.                   | "Meu Cavalo Frankenstein"                                   | Mário Lúcio de Freitas Tati           | 2:40    |  |
| 4.                   | "Quem Qué Pão"                                              | Tuza J. Corrêa                        | 1:56    |  |
| 5.                   | "Miragem Viagem" ("Black Orchid") (vocais de Patricia Marx) | Stevie Wonder Ronaldo Bastos (versão) | 4:37    |  |
| Duração total:       | Duração total:                                              | Duração total:                        | 17:21   |  |

| Xou da Xuxa – CD e streaming |                                                             |                                       |         |  |
| N.º                          | Título                                                      | Compositor(es)                        | Duração |  |
| 1.                           | "Parabéns da Xuxa"                                          | Michael Sullivan Paulo Massadas       | 2:33    |  |
| 2.                           | "Doce Mel (Bom Estar com Você)"                             | Claudio Rabello Renato Corrêa         | 3:13    |  |
| 3.                           | "Turma da Xuxa"                                             | Reinaldo Waisman Robson Stipancovich  | 2:58    |  |
| 4.                           | "Peter Pan"                                                 | Rita Lee Roberto de Carvalho          | 3:37    |  |
| 5.                           | "Garoto Problema" (com part. de Evandro Mesquita)           | Frejat Guto Goffi                     | 4:02    |  |
| 6.                           | "Meu Cãozinho Xuxo"                                         | Rogério Enoé Messias Corrêa           | 4:08    |  |
| 7.                           | "She-Ra"                                                    | Joel Tavinho Paes                     | 5:04    |  |
| 8.                           | "Amiguinha Xuxa"                                            | Rogério Enoé Messias Corrêa           | 3:02    |  |
| 9.                           | "Meu Cavalo Frankenstein"                                   | Mário Lúcio de Freitas Tati           | 2:39    |  |
| 10.                          | "Quem Qué Pão"                                              | Tuza e J. Corrêa                      | 1:54    |  |
| 11.                          | "Miragem Viagem" ("Black Orchid") (vocais de Patricia Marx) | Stevie Wonder Ronaldo Bastos (versão) | 4:36    |  |
| 12.                          | "Papai Noel dos Baixinhos"                                  | Irany de Oliveira Xuxa                | 3:40    |  |
| Duração total:               | Duração total:                                              | Duração total:                        | 41:37   |  |

## Créditos
Todo o processo de elaboração de Xou da Xuxa atribui os seguintes créditos:
- Guto Graça Mello – produtor (exceto nas faixas "Parabéns da Xuxa" e "Papai Noel dos Baixinhos")
- Michael Sullivan – produtor (nas faixas "Parabéns da Xuxa" e "Papai Noel dos Baixinhos")
- Paulo Massadas – produtor (nas faixas "Parabéns da Xuxa" e "Papai Noel dos Baixinhos")
- Jorge 'Gordo' Guimarães – engenheiro de gravação, engenheiro de mixagem (exceto na faixa "Miragem Viagem"), técnico de gravação e mixagem (nas faixas  "Parabéns da Xuxa" e "Papai Noel dos Baixinhos")
- Luiz G. D' Orey – engenheiro de gravação, engenheiro de mixagem (nas faixas "Miragem Viagem" e "Meu Cãozinho Xuxo"), técnico de gravação (nas faixas  "Parabéns da Xuxa" e "Papai Noel dos Baixinhos")
- Edu Brito – técnico de gravação (nas faixas  "Parabéns da Xuxa" e "Papai Noel dos Baixinhos")
- Ronconi – técnico de gravação (nas faixas  "Parabéns da Xuxa" e "Papai Noel dos Baixinhos")
- Jackson Paulino – assistente de gravação
- Marcelo Serodio – assistente de gravação
- Beto Vaz – assistente de gravação
- Cezar – assistente de gravação
- Sérgio Ricardo – assistente de gravação
- Billy – assistente de gravação
- Julinho – assistente de gravação
- Juninho – assistente de mixagem
- Marquinhos – assistentes de mixagem
- Jorginho Corrêa  – arregimentação
- Ieddo Gouvêa  – montagem
- Sérgio Rocha – assistente de estúdio
- Marco Aurélio – assistente de estúdio
- Marcos Caminha – assistente de estúdio
- Marcelo Seódio – assistente de estúdio
- Julio Carneiro – assistente de estúdio
- Ivan Carvalho – assistente de estúdio
- Chambinha – assistente de estúdio
- José Martins – assistente de estúdio
- Reinaldo Waisman – criação da capa, ilustrações
- Joseph Kieny – fotógrafo
- James Radá – ¨fotógrafo

## Recepção comercial
O álbum Xou da Xuxa vendeu aproximadamente 100/210 mil cópias na primeira semana, a Som Livre previa ser a vendagem total do disco, resultando em sua certificação como disco de ouro. Na segunda semana, esse número atingiu 210 mil, com as vendas crescendo continuamente. Ao longo de 1986, foram vendidas 2.179.618 cópias, o que garantiu a Xuxa o Prêmio Vila-Lobos, da Associação Brasileira dos Produtores de Discos, na categoria de Melhor Disco Infantil do ano. Quando as vendas alcançaram a marca de 2,5 milhões de cópias, João Araújo, presidente da Som Livre, teve que interromper a produção dos discos, observando: "Ou a gente faz disco para vender ou disco-prêmio [certificado]". O produtor Guto Graça Mello sugeriu: "Inventa um disco de diamante. Faça um disco como se fosse de platina, bota um diamantezinho e dá para sua artista". O álbum estabeleceu um recorde de vendas, superando os sucessos do rock com RPM e do cantor Roberto Carlos. Em 2025 a Pro-Música Brasil (PMB) auditou a venda de 2 milhões de exemplares com a emissão de dois certificados de diamante.
No total, o disco acumulou 2.689.000 cópias vendidas e permaneceu por 43 semanas na lista dos álbuns mais vendidos no país, divulgada pelo Jornal do Brasil, com base em dados fornecidos pelo instituto Nelson Oliveira Pesquisa e Estudo de Mercado (Nopem). A canção "Doce Mel (Bom Estar Com Você)" foi a quarta mais tocada nas rádios brasileiras em 1986. Embora algumas fontes tenham apontado que as vendas atingiram cerca de 3 milhões no ano de seu lançamento, em 2018, o produtor Max Pierre, informou que o álbum tinha vendido 2,7 milhões de cópias. Três décadas após seu lançamento, as músicas continuam a ser amplamente executadas. "Parabéns da Xuxa", que apareceu originalmente no álbum Karaokê da Xuxa, mas foi adicionada ao relançamento em CD, é uma das canções mais tocadas em festas infantis, conforme levantamento do Ecad (Escritório Central de Arrecadação e Distribuição), responsável pela arrecadação e distribuição de direitos autorais.
| País — Tabela musical (1986) | Posição de pico |
| ---------------------------- | --------------- |
| Brasil (Nopem)               | 1               |

| País — Tabela musical (1986) | Posição |
| ---------------------------- | ------- |
| Brasil (Nopem)               | 45      |

| Região                     | Certificação | Vendas     |
| -------------------------- | ------------ | ---------- |
| Brasil (Pro-Música Brasil) | 2× Diamante  | 2.700.000+ |